# Coupe de Bosnie-Herzégovine masculine de handball
La Coupe de Bosnie-Herzégovine masculine de handball est une compétition de handball à élimination directe organisée en Bosnie-Herzégovine.
Avant 1993, les meilleures équipes bosniennes étaient engagées dans la Coupe de Yougoslavie que deux clubs bosniens ont remporté : le RK Bosna Sarajevo en 1963 et surtout le RK Borac Banja Luka qui détient le record avec 10 Coupes de Yougoslavie entre 1957 et 1992.
Avant 2001, en l'absence d'état unifié, trois compétitions ont lieu simultanément comme en Championnat. Depuis 2001, une seule compétition a lieu et avec 8 coupes remportées entre 2007 et 2024, le RK Borac Banja Luka est le plus titré.

## Palmarès

### De 1993 à 2001
En l'absence d'état et donc de Coupe unifié, seule la fédération de Bosnie-et-Herzégovine était reconnue par la Fédération européenne de handball et par la Fédération internationale de handball. 
| Saison    | Fédération B.-et-H. | République serbe    | Herceg-Bosna         |
| --------- | ------------------- | ------------------- | -------------------- |
| 1992-1993 | Pas de compétition  | RK Borac Banja Luka | Pas de compétition   |
| 1993-1994 | RK Sloboda Tuzla    | RK Borac Banja Luka | HRK Izviđač Ljubuški |
| 1994-1995 | RK Bosna Visoko     | Pas de compétition  | HRK Izviđač Ljubuški |
| 1995-1996 | RK Sloboda Tuzla    | RK Borac Banja Luka | HRK Izviđač Ljubuški |
| 1996-1997 | RK Borac Travnik    | RK Borac Banja Luka | HRK Izviđač Ljubuški |
| 1997-1998 | RK Bosna Visoko     | RK Borac Banja Luka | HRK Izviđač Ljubuški |
| 1998-1999 | RK Bosna Visoko     | RK Borac Banja Luka | HRK Izviđač Ljubuški |
| 1999-2000 | RK Legno Sarajevo   | RK Borac Banja Luka | HRK Izviđač Ljubuški |
| 2000-2001 | RK Bosna Visoko     | RK Borac Banja Luka | HRK Izviđač Ljubuški |

| Saison | Vainqueur            | Finaliste            |
| ------ | -------------------- | -------------------- |
| 1998   | RK Bosna Visoko      | HRK Izviđač Ljubuški |
| 1999   | HRK Izviđač Ljubuški | RK Bosna Visoko      |
| 2000   | RK Legno Sarajevo    | RK Borac Banja Luka  |
| 2001   | RK Bosna Visoko      | RK Bosna Visoko      |

1. 1 2  Les clubs de la république serbe de Bosnie n'ont pas joué lors des finalités de 1998 et 1999
2. ↑  Les finalités de 2001 n'ont pas été jouées en raison de désaccords entre les fédérations régionales. La Fédération européenne de handball ne reconnaissant que l'organisation dont le siège est à Sarajevo, le RK Bosna Visoko , vainqueur du RK Gracanica en finale de la Coupe de la Fédération de Bosnie-et-Herzégovine, est déclaré vainqueur de la Coupe de Bosnie-Herzégovine.

### Depuis 2001
| Saison    | Vainqueur            | Score           | Finaliste             |
| --------- | -------------------- | --------------- | --------------------- |
| 2001-2002 | HRK Izviđač Ljubuški | ? – ?           | RK Krivaja Zavidovići |
| 2002-2003 | RK Bosna Sarajevo    | ? – ?           | RK Sloga Doboj        |
| 2003-2004 | RK Bosna Sarajevo    | ? – ?           | HRK Izviđač Ljubuški  |
| 2004-2005 | RK Sloga Doboj       | ? – ?           | HRK Izviđač Ljubuški  |
| 2005-2006 | RK Sloga Doboj       | ? – ?           | RK Bosna Sarajevo     |
| 2006-2007 | RK Borac Banja Luka  | ? – ?           | RK Bosna Sarajevo     |
| 2007-2008 | RK Bosna Sarajevo    | 26 – 24         | RK Konjuh Živince     |
| 2008-2009 | RK Bosna Sarajevo    | 37 – 20         | RK Sloga Doboj        |
| 2009-2010 | RK Bosna Sarajevo    | 37 – 27         | HRK Izviđač Ljubuški  |
| 2010-2011 | RK Borac Banja Luka  | 28 – 22         | HRK Izviđač Ljubuški  |
| 2011-2012 | RK Goražde           | 32 – 28         | RK Čelik Zenica       |
| 2012-2013 | RK Borac Banja Luka  | 33 – 26         | RK Čapljina           |
| 2013-2014 | RK Borac Banja Luka  | 25 – 23         | HRK Izviđač Ljubuški  |
| 2014-2015 | RK Borac Banja Luka  | 29 – 24         | RK Čelik Zenica       |
| 2015-2016 | RK Vogošća           | 31 – 30         | HRK Izviđač Ljubuški  |
| 2016-2017 | HMRK Zrinjski Mostar | 33 – 31         | HRK Izviđač Ljubuški  |
| 2017-2018 | RK Borac Banja Luka  | 22 – 19         | RK Bosna Visoko       |
| 2018-2019 | RK Borac Banja Luka  | 21 – 21 23 – 22 | HRK Izviđač Ljubuški  |
| 2019-2020 | RK Sloboda Tuzla     | ? – ?           | ?                     |
| 2020-2021 | RK Sloboda Tuzla     | ? – ?           | ?                     |
| 2021-2022 | RK Izviđač Ljubuški  | 32 – 25         | RK Sloboda Tuzla      |
| 2022-2023 | RK Vogošća           | 31 – 26         | RK Izviđač Ljubuški   |
| 2023-2024 | RK Borac Banja Luka  | 31 – 19         | RK Leotar             |

### Bilan (depuis 1998)
| Rang  | Club                 | Titres | Années victorieuses                            |
| ----- | -------------------- | ------ | ---------------------------------------------- |
| 1     | RK Borac Banja Luka  | 7      | 2007, 2011, 2013, 2014, 2015, 2018, 2019, 2024 |
| 2     | RK Bosna Sarajevo    | 5      | 2003, 2004, 2008, 2009, 2010                   |
| 3     | RK Izviđač Ljubuški  | 3      | 1999, 2002, 2022                               |
| 4     | RK Bosna Visoko      | 2      | 1998, 2001                                     |
| 4     | RK Sloga Doboj       | 2      | 2005, 2006                                     |
| 4     | RK Sloboda Tuzla     | 2      | 2020, 2021                                     |
| 4     | RK Vogošća           | 2      | 2016, 2023                                     |
| 8     | RK Legno Sarajevo    | 1      | 2000                                           |
| 8     | RK Goražde Bekto     | 1      | 2012                                           |
| 8     | HMRK Zrinjski Mostar | 1      | 2017                                           |
| Total | Total                | 27     | 1998-2024                                      |